# Jena-Göschwitz (stacja kolejowa)
Jena-Göschwitz (do grudnia 2010 Göschwitz (Saale))) – stacja kolejowa w Jenie, w kraju związkowym Turyngia, w Niemczech. Znajdują się tu 2 perony.